# Фауна Волгоградской области
Фауна Волгоградской области довольно разнообразна, что обусловлено широким спектром экологических условий и богатым набором местообитаний от болотных до полупустынных, вкрапленных в основной фон степного ландшафта и обеспечивающих возможность для существования животных с разными типами ареалов и экологическими требованиями к среде обитания.

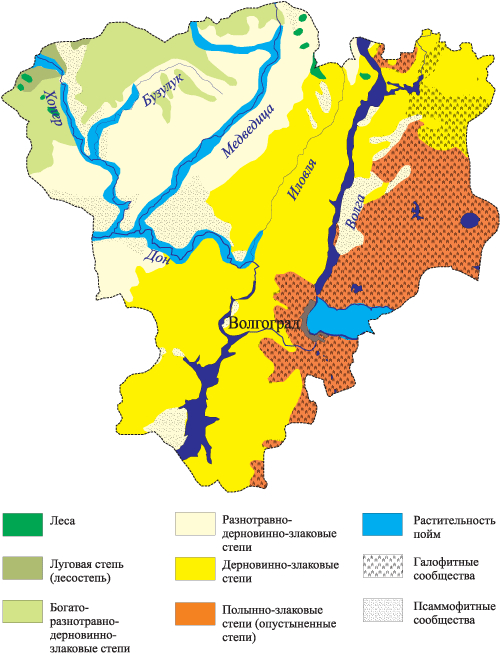
Карта растительности Волгоградской области

## Общая характеристика
По предварительным оценкам, на территории области обитает более 15 тысяч видов беспозвоночных и около 500 видов позвоночных животных, в том числе около 9 тысяч видов насекомых, 80 видов рыб, 8 видов земноводных, 11 видов пресмыкающихся, около 300 видов птиц и 80 видов млекопитающих.
Встречаются ядовитые животные.
Часть видов, встречавшихся на территории региона ранее, на данный момент вымерли или не регистрируются в пределах области.
Некоторые животные являются случайными переселенцами, нехарактерными для данного региона. Например — пресноводная медуза Craspedacusta sowerbyi, а также китайский мохнорукий краб (Eriocheir sinensis), которого встречали в Волго-Донском судоходном канале, в Волгоградском и Цимлянском водохранилищах.

## Беспозвоночные (Invertebrata)

### Кольчатые черви (Annelida)

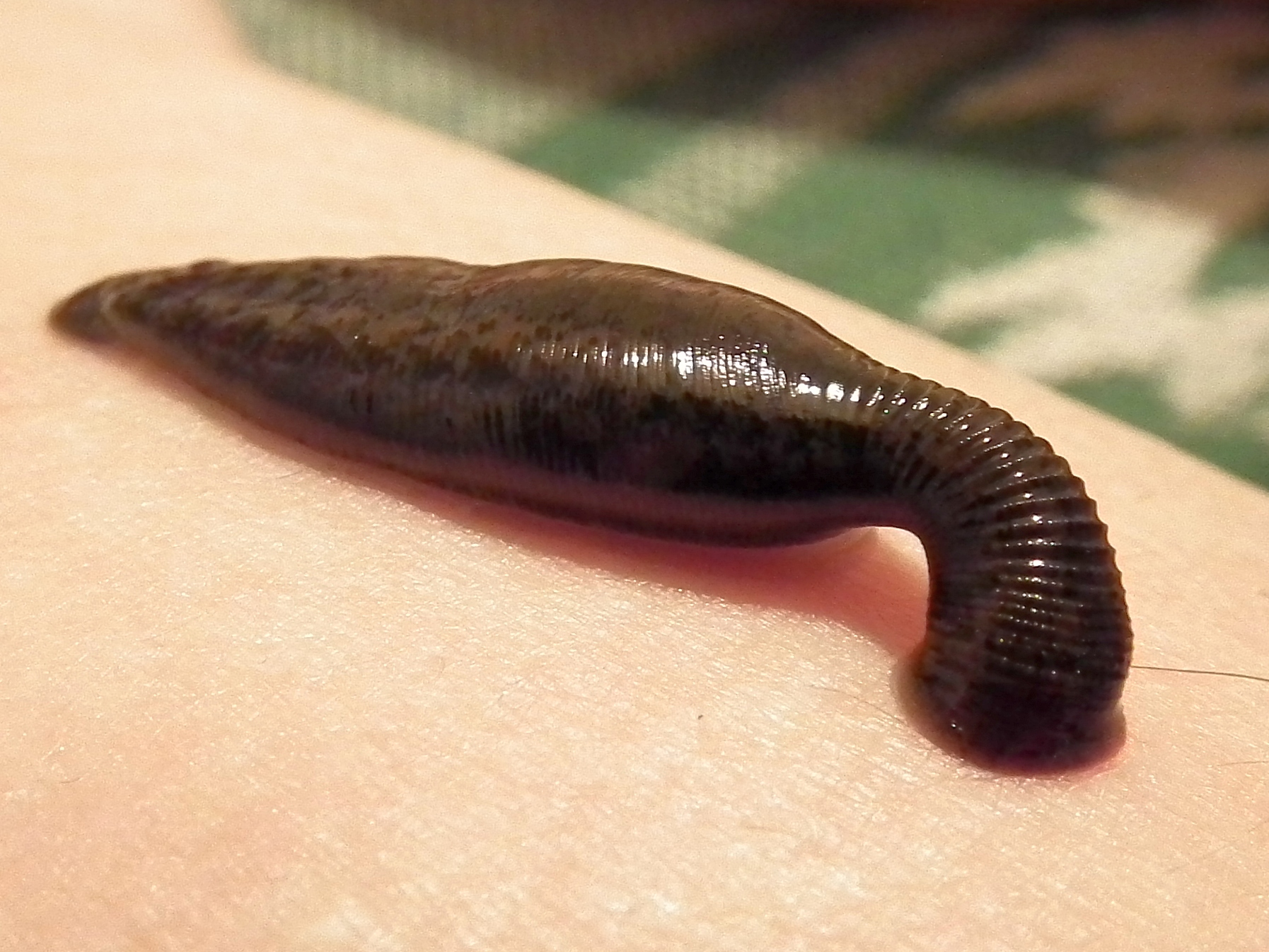
Медицинская пиявка

В Волгоградской области встречается не менее 10 видов пиявок: медицинская (единственный на данный момент вид кольчатых червей, занесённый в Красную книгу Волгоградской области), малая и большая ложноконские, паразитические пиявки рыб и другие.
Почву заселяют несколько видов дождевых червей из которых наиболее обычны обыкновенный (Lumbricus terrestris), малый, красный и пашенный дождевые черви.

### Мшанки (Bryozoa)
В Красной книге Волгоградской области был отмечен один вид мшанок — фредерицелла султана (Fredericella sultana var. jordanica Annandale, 1913), как редкий вариетет вида, встречающийся на периферии своего ареала и известный из единственного местообитания на территории России. В настоящее время исключён из неё.

### Моллюски (Mollusca)
В Красную книгу Волгоградской области занесён один вид моллюсков — толстая перловица (Crassiana crassa) (s. Unio crassus) Philipsson, 1788)

#### Брюхоногие (Gastropoda)
Брюхоногие на территории региона представлены такими видами как кружанка (Valvata piscinalis), лужанка живородящая (Viviparus viviparus), челнок озёрный (Acroloxus lacustris) и другие.
Семейство прудовиков в Волгоградской области представлено такими видами как прудовик обыкновенный (Lymnaea stagnalis), прудовик ушковый (Lymnaea auricularia), овальный прудовик (Lymnaea ovata).

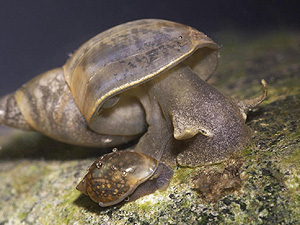
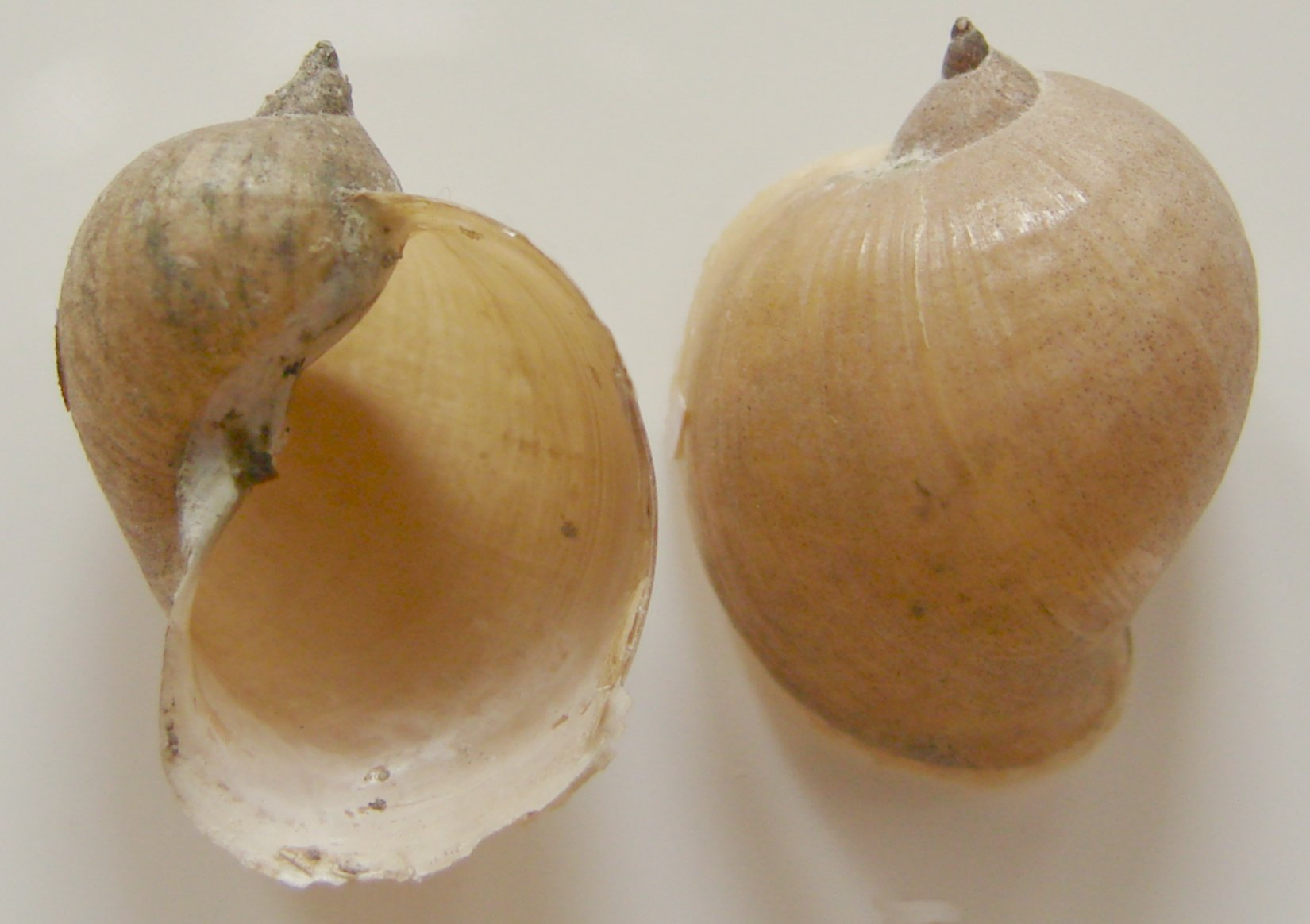
Прудовик ушковый
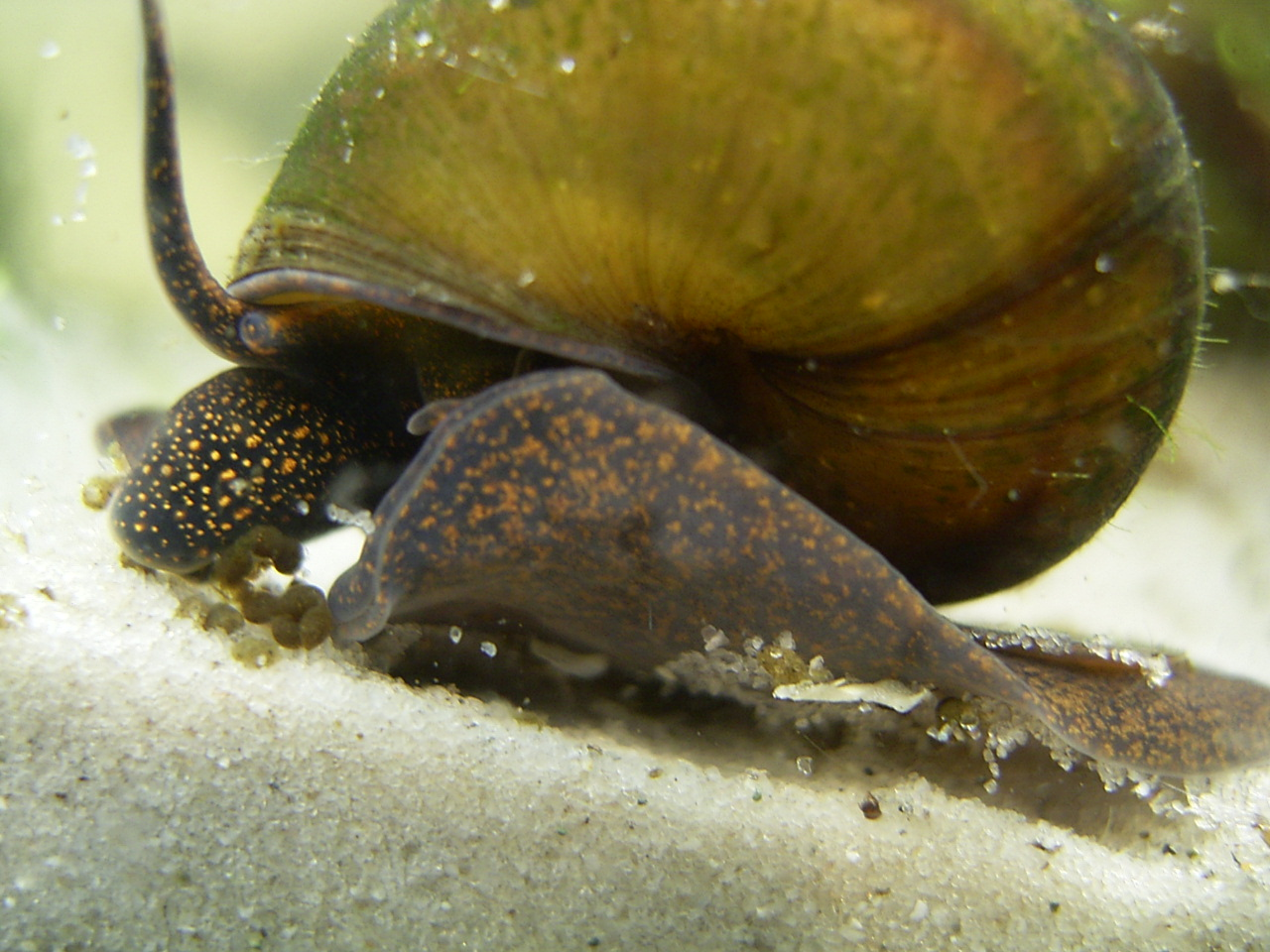
Лужанка живородящая
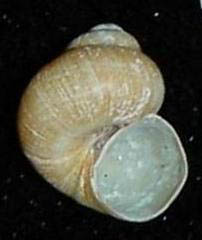
Кружанка

#### Двустворчатые (Bivalvia)
Двустворчатые моллюски представлены на территории региона такими видами как овальная перловица (Unio ovalis), перловица обыкновенная (Unio pictorum), беззубка (Anodonta cygnea).

### Членистоногие (Arthropoda)

#### Многоножки (Myriapoda)
В Волгоградской области встречаются представители различных классов многоножек, в том числе и крупные из рода сколопендр (Scolopendra).

#### Ракообразные (Crustacea)
Ракообразные представлены в регионе более чем 100 видами.
Высшие десятиногие представлены единственным видом — речным раком.
Пять видов занесено в Красную книгу Волгоградской области.

#### Паукообразные (Arachnida)

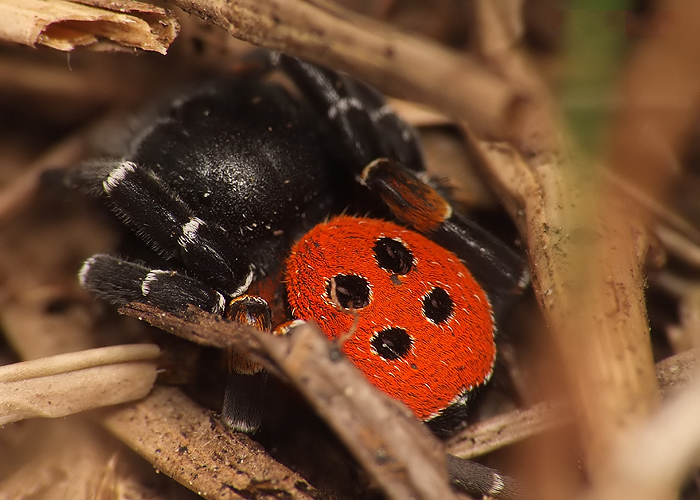
Чёрная толстоголовка

Пауки (Araneae) — одна из малоисследованных групп животных в регионе.
Самый большой паук фауны региона — южнорусский тарантул (Lycosa singoriensis).
Самый ядовитый — каракурт (Latrodectus tredecimguttatus).
На территории Волгоградской области встречаются такие виды как: чёрная толстоголовка (Eresus cinnaberinus), водяной паук или паук-серебрянка (Argyroneta aquatica), дубовый крестовик (Aculepeira ceropegia), крестовик обыкновенный (Araneus diadematus), крестовик угловатый (Araneus angulatus), домовый паук (Tegenaria domestica), Neoscona adianta, оксиопес разноглазый (Oxyopes heterophthalmus), Pholcus phalangioides, охотник полосатый (Dolomedes plantarius), Asianellus festivus (C. L. Koch, 1834), лабиринтовый паук (Agelena labyrinthica), дольчатая аргиопа (Argiope lobata), аргиопа брюнниха (Argiope bruennichi) и другие.
Паук-серебрянка (Argyroneta aquatica) занесён в перечень животных являющихся объектами мониторинга на территории Волгоградской области.

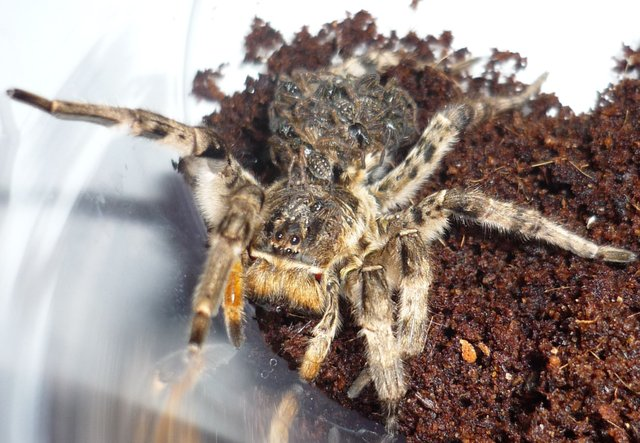
Южнорусский тарантул
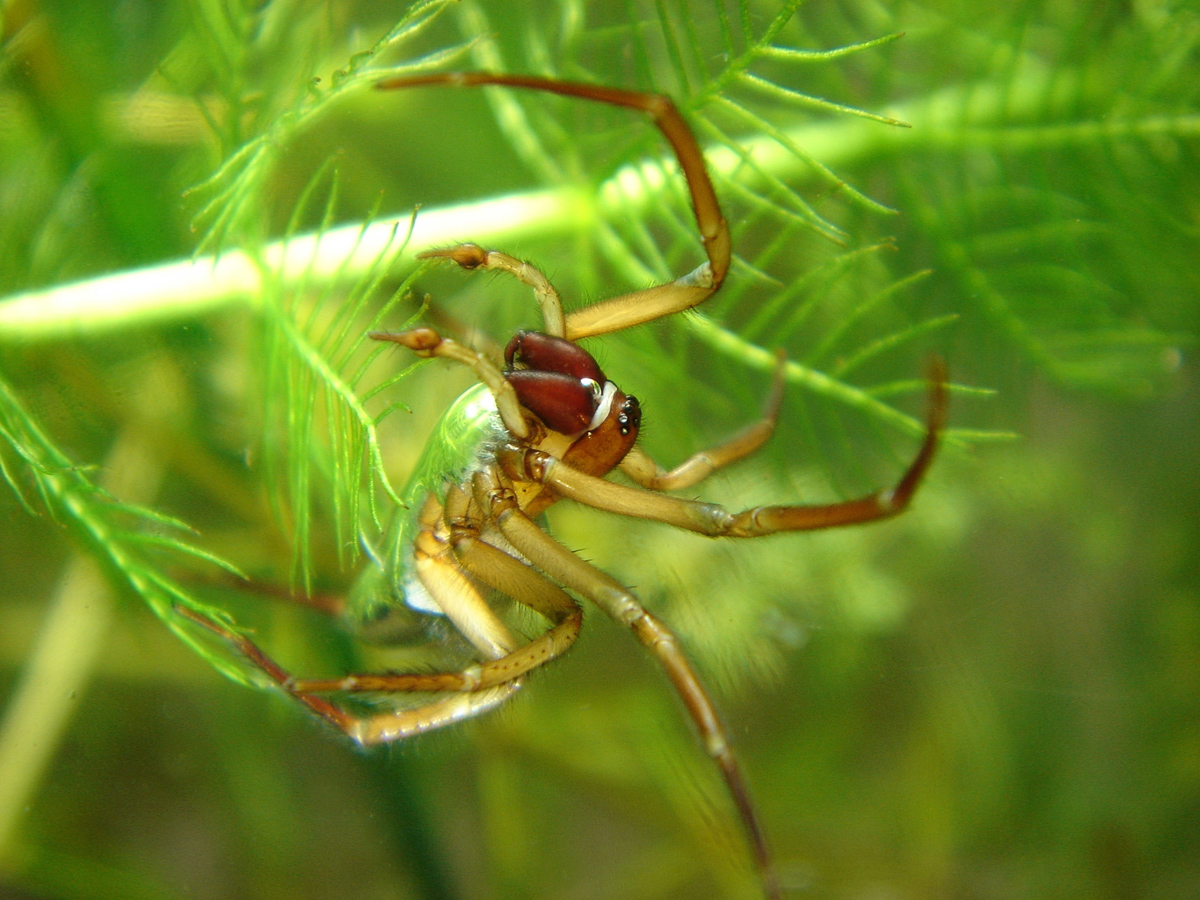
Паук-серебрянка
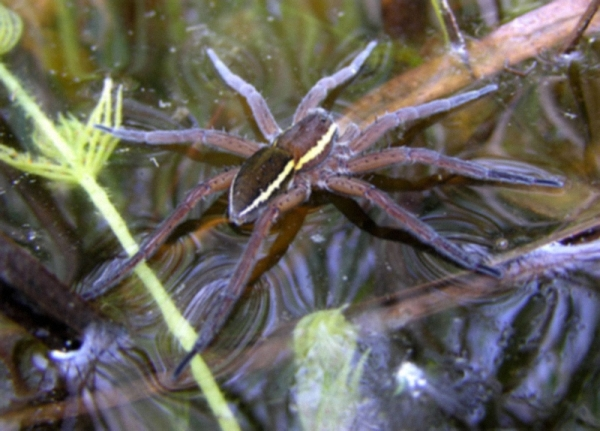
Охотник полосатый
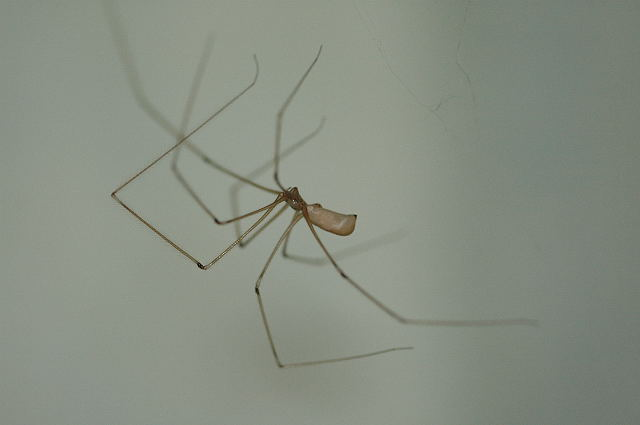
Pholcus phalangioides

Скорпионы (Scorpiones) на территории региона представлены одним видом — пёстрый скорпион (Mesobuthus eupeus C.L. Koch, 1839), который занесён в Красную книгу Волгоградской области.
Фаланги (Solifugae) представлены одним видом — обыкновенная сольпуга (Galeodes araneoides), который, вероятно, был впервые описан с территории Царицына и Сарепты (современная территория города Волгограда). Фаланги не ядовиты и безопасны для человека.

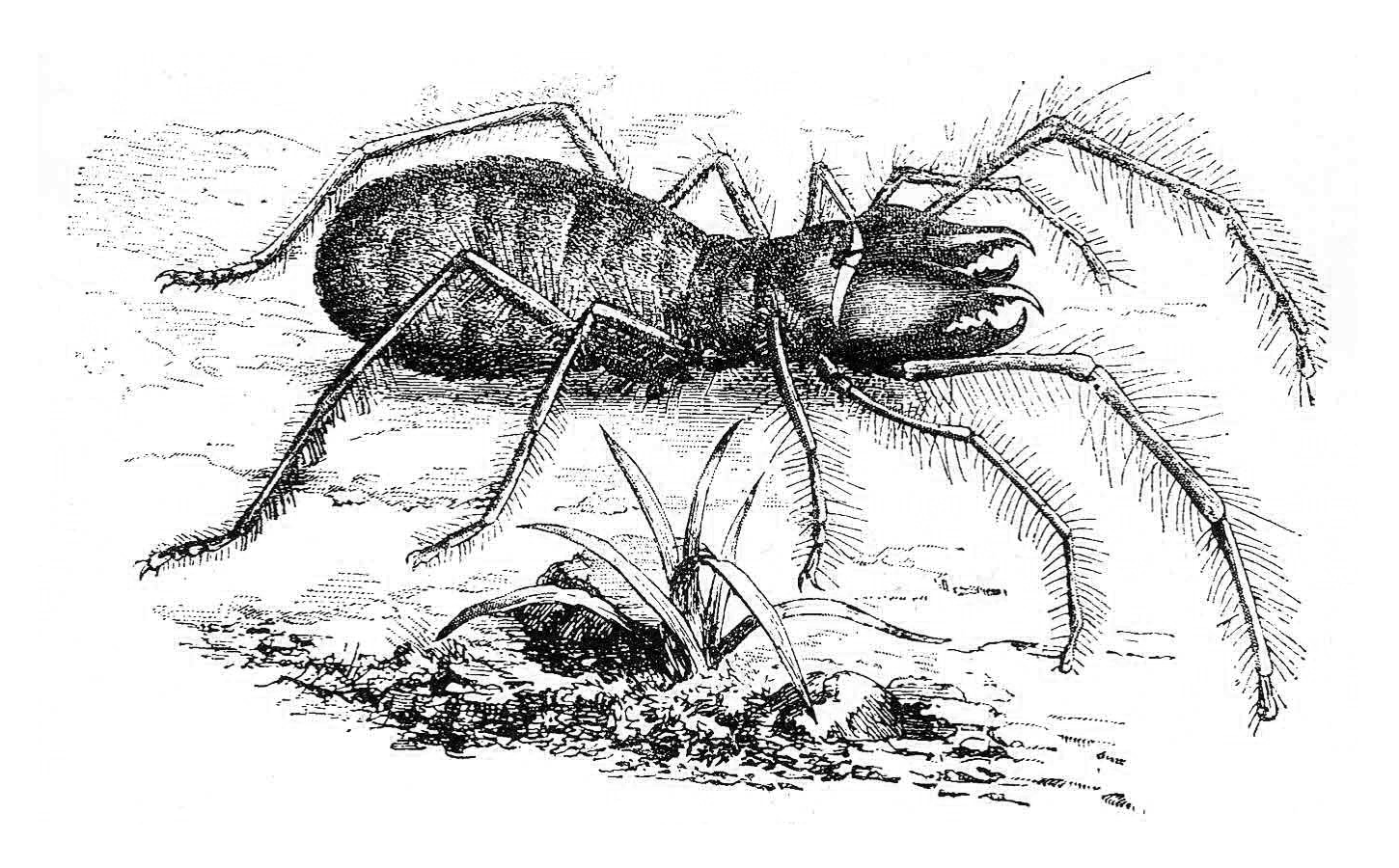
Обыкновенная сольпуга
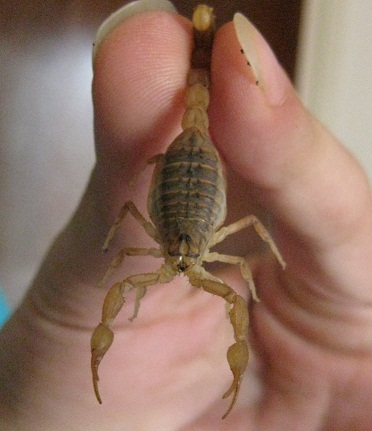
Пёстрый скорпион

#### Насекомые (Insecta)
Энтомофауна Волгоградской области (по данным 1995 года) включает более 10 000 видов, относящихся к 26 отрядам.
Значительная доля видов приходится на отряд жесткокрылых (Coleoptera), которых в Волгоградской области насчитывается свыше 800 видов, относящихся более чем к 60 семействам. Только для фауны жесткокрылых Приэльтонья на 2001 год было определено 826 видов, относящихся к 62 семействам. Двадцать два вида включены в Красную книгу региона.
Надсемейство плотоядных жуков (Adephaga) представлено семействами плавунцовых (Dytiscidae) (около 89 видов), толстоусов (Noteridae) (два вида), жужелиц (Carabidae) (свыше 400 видов).
Надсемейство разноядные жуки (Polyphaga) включает такие семейства как влаголюбы (Hydrochidae) (как минимум 2 вида), водолюбы (Hydrophilidae) (в искусственных водоёмах Волгограда и окрестных территорий обитает около 19 видов), стафилиниды (Staphylinidae) (свыше 300 видов), усачи (Cerambycidae) (более 60 видов), долгоносики (Curculionidae) — 70 видов, листоеды (Chrysomelidae) — свыше 100 видов.

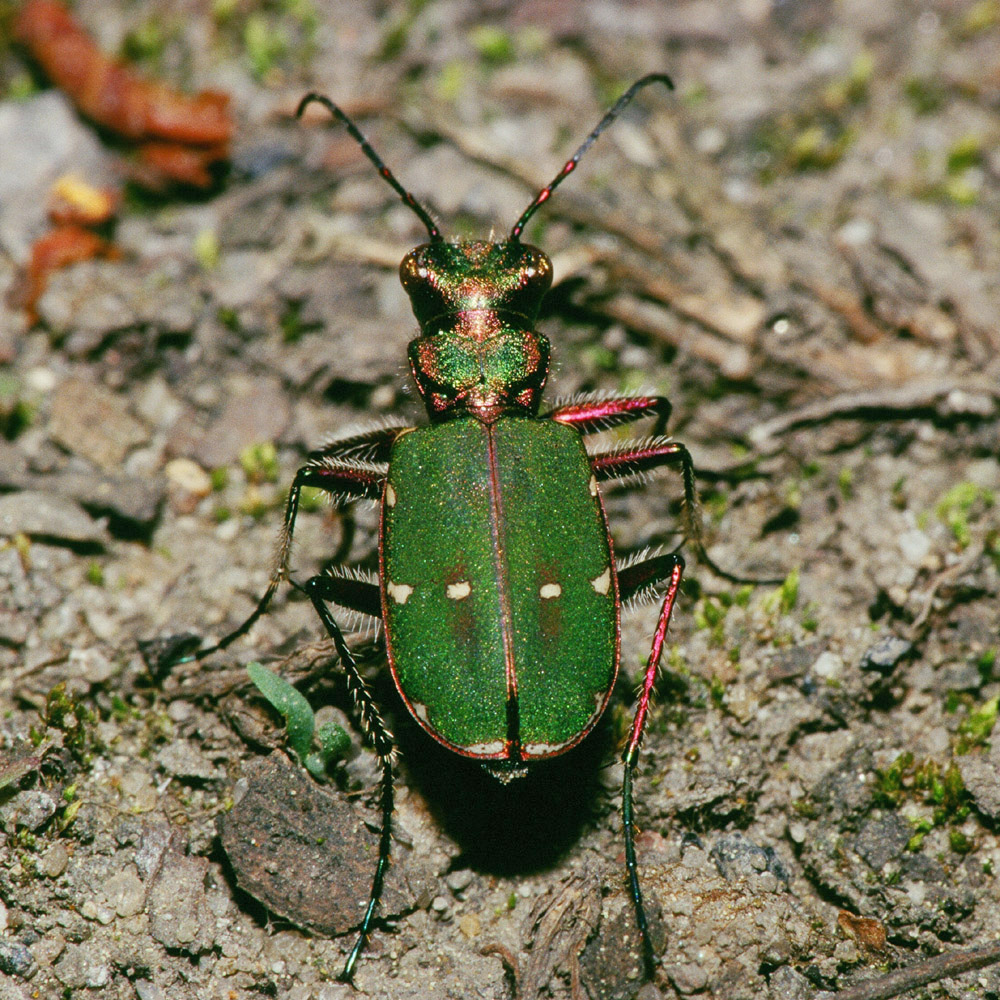
Скакун полевой
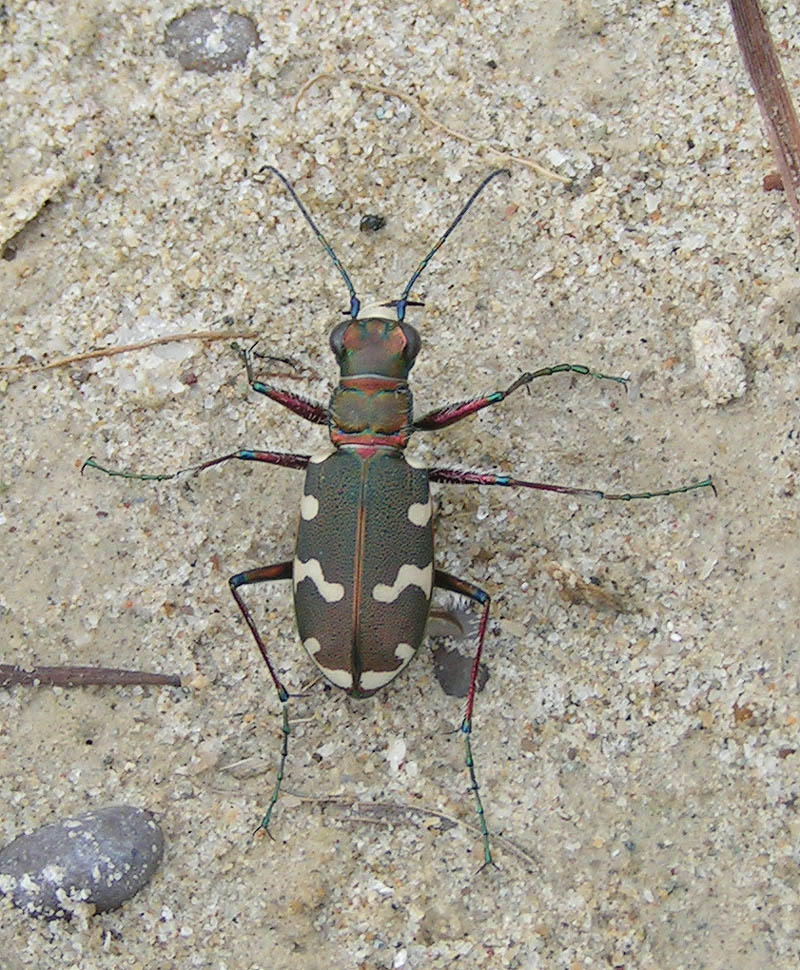
Скакун-межняк
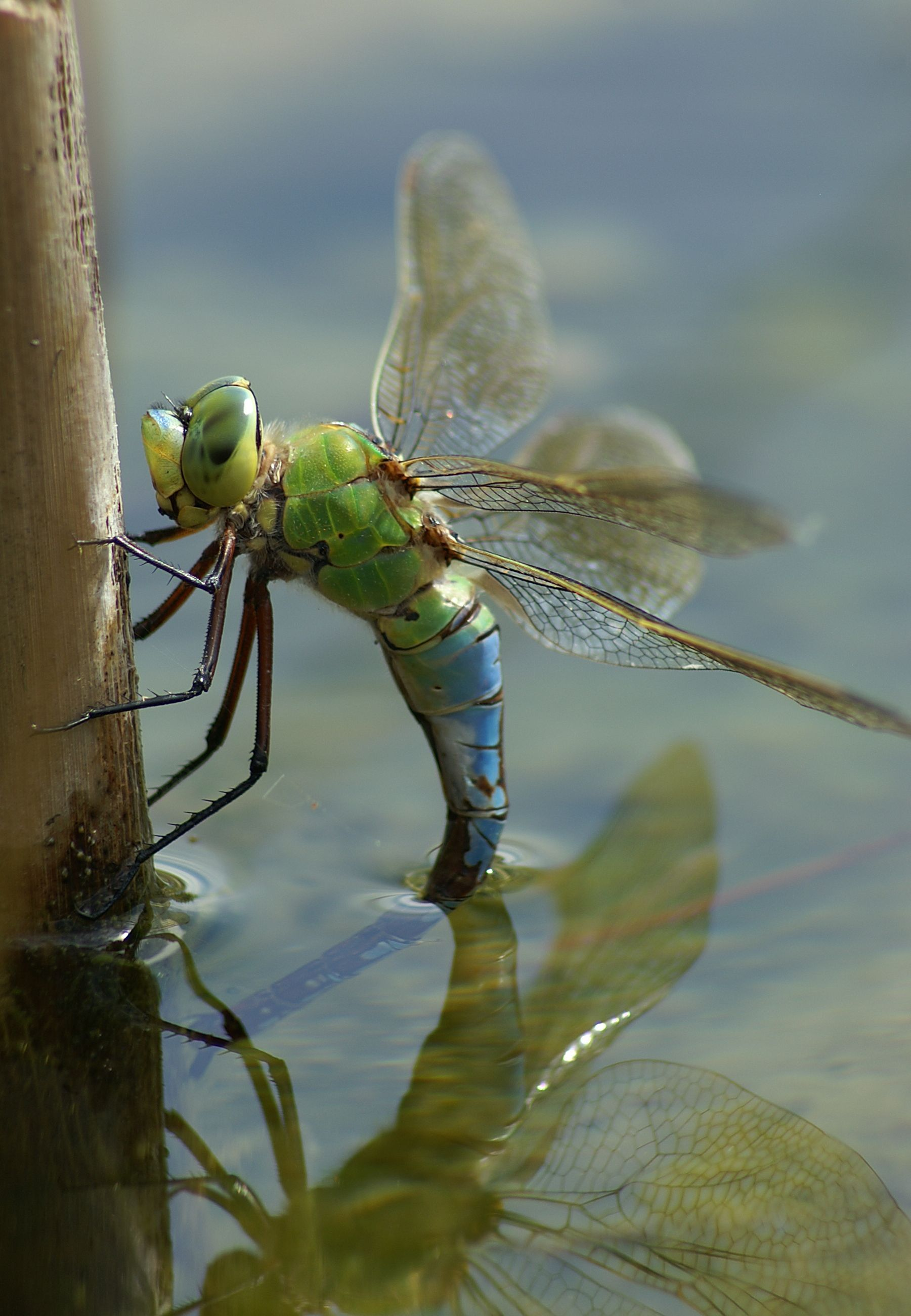
Дозорщик-император
Богомол обыкновенный

Фауна стрекоз (Odonata) Волгоградской области насчитывает не менее 30 видов. Два из них занесены в Красную книгу Волгоградской области.
Отряд богомоловых (Mantodea) представлен на территории региона всего несколькими видами, среди которых наиболее обычен богомол обыкновенный (см. Список богомолов (Mantodea) Волгоградской области).
Фауна полужесткокрылых (Hemiptera) только в окрестностях Волгограда включает свыше 100 видов.
Фауна перепончатокрылых (Hymenoptera) региона включает несколько тысяч видов, из которых наиболее изучены пчёлы (Anthophila) (свыше 500 видов). Девять видов занесены в Красную книгу региона.
Фауна чешуекрылых (Lepidoptera) Волгоградской области включает свыше 1000 видов. Из них 24 занесены в Красную книгу региона.

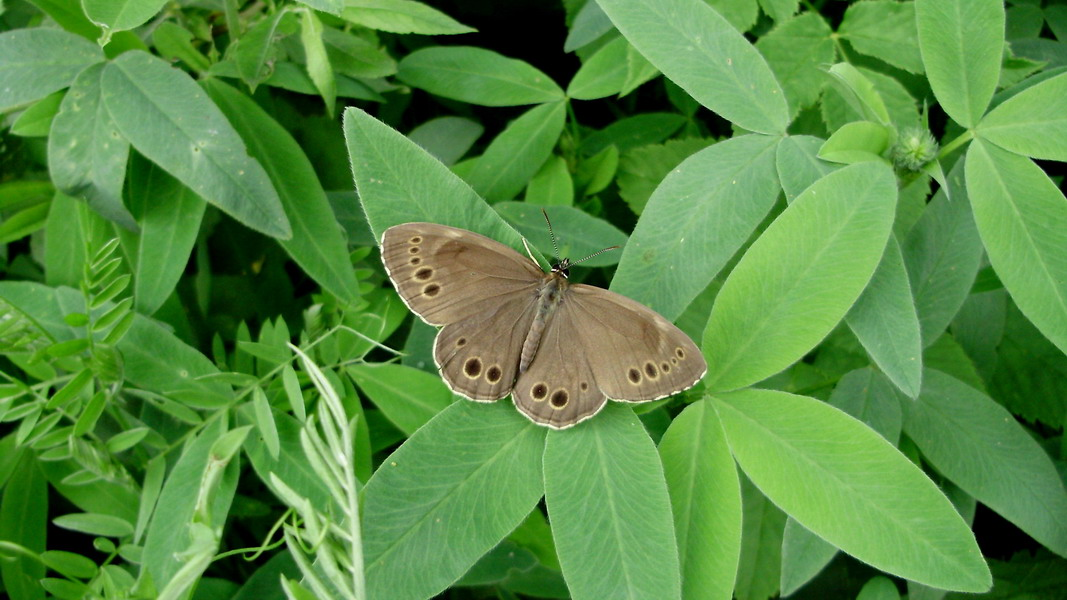
Краеглазка ахина
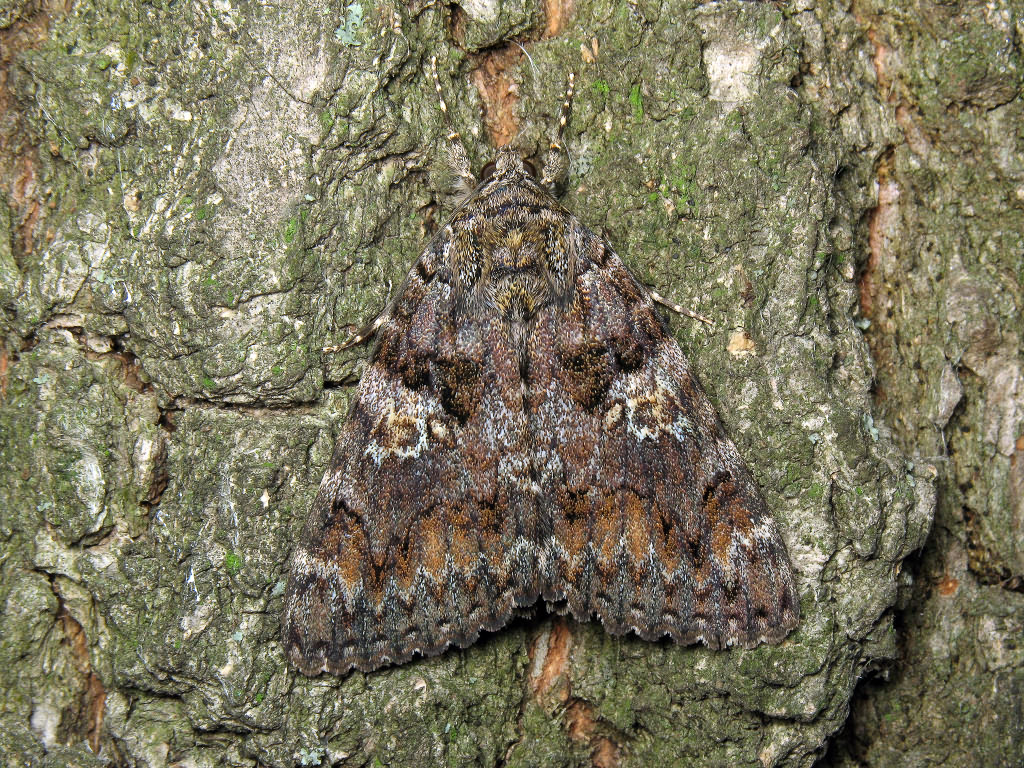
Малиновая орденская лента
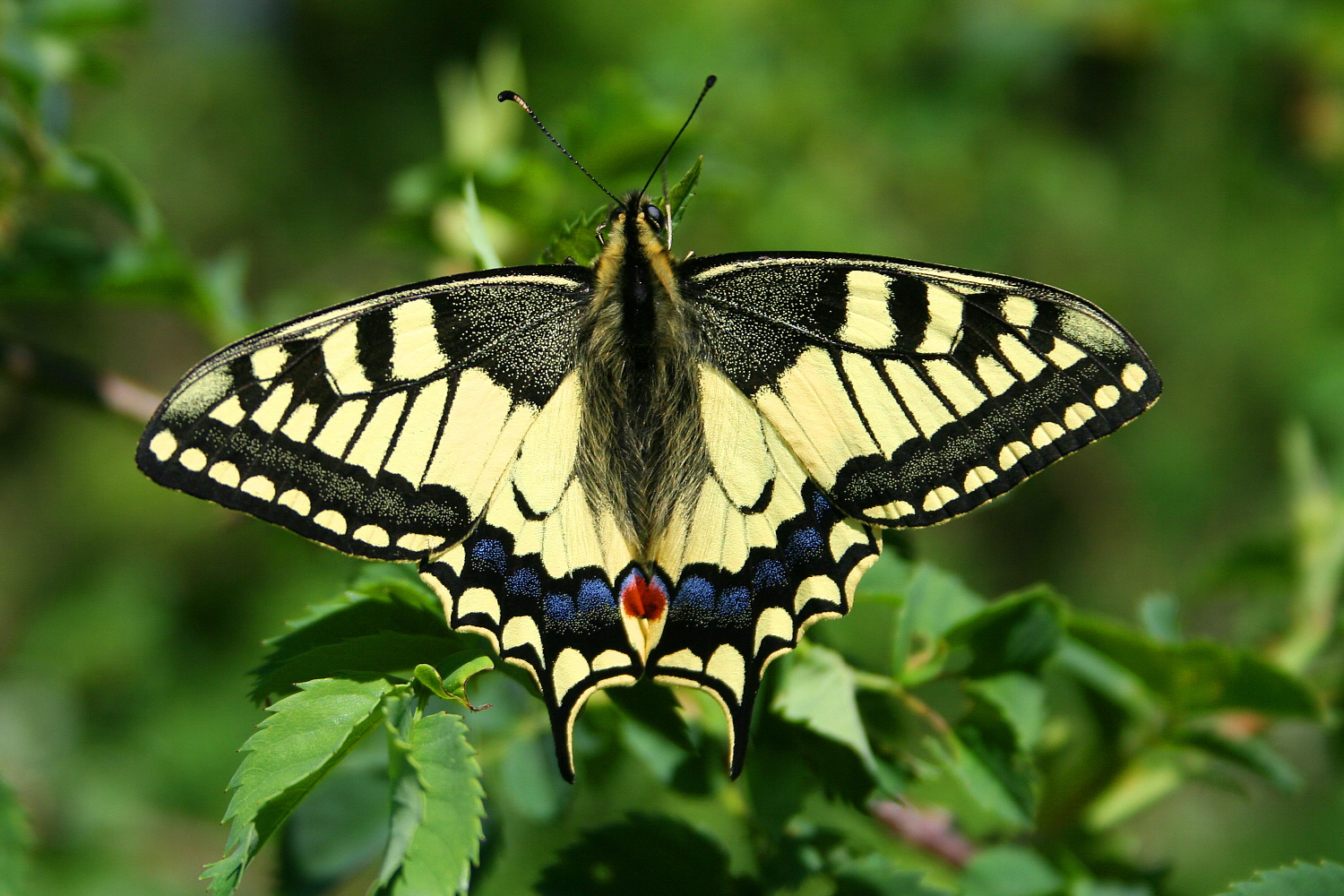
Махаон
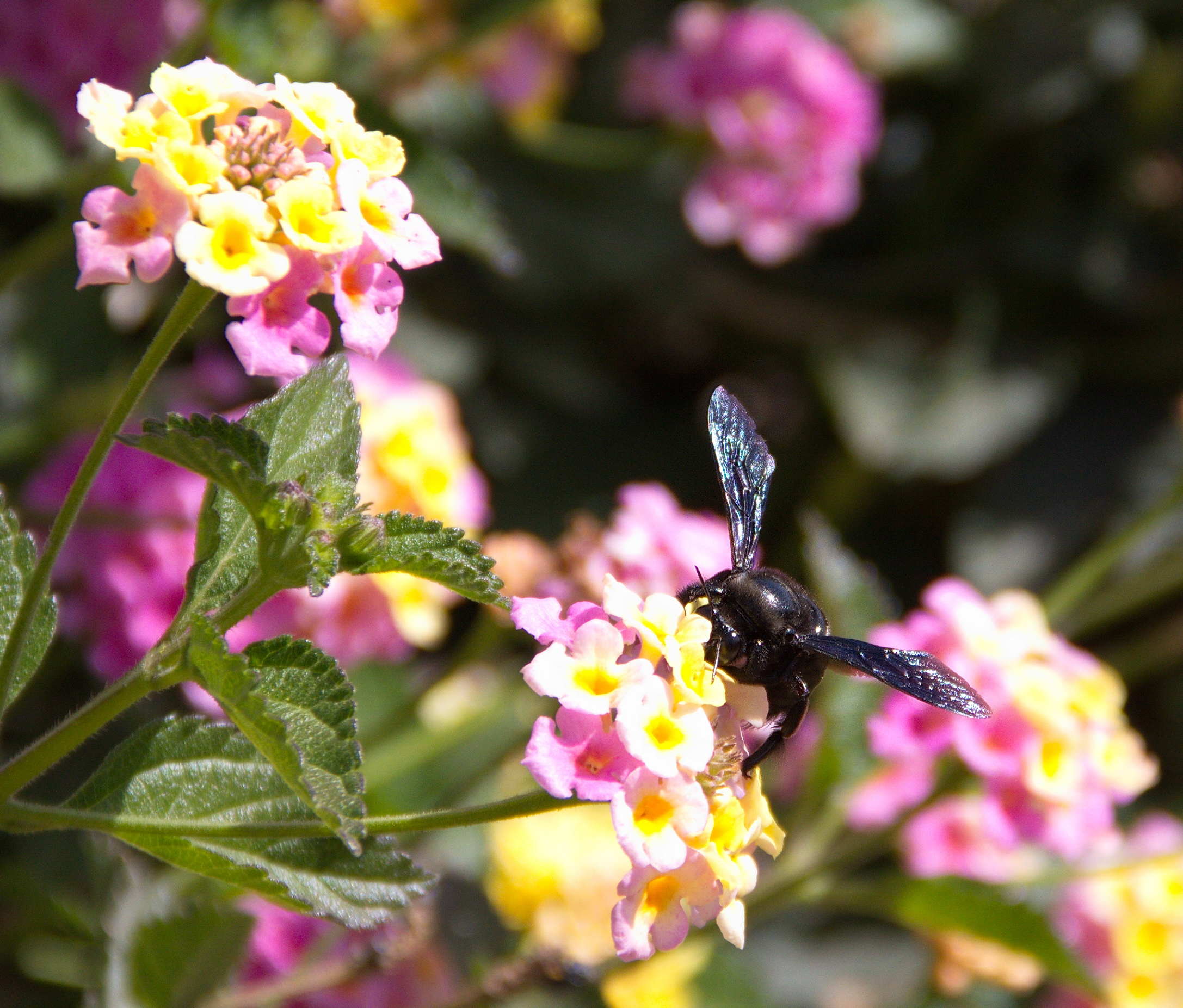
Пчела-плотник

В Красную книгу Волгоградской области по состоянию на 2012 год занесены 59 видов насекомых.
В перечень животных, являющихся объектами мониторинга на территории Волгоградской области (по состоянию на 2012 год), включены 17 видов насекомых.
- Плавт летний (Aphelocheirus aestivalis)
- Красотка блестящая (Calopteryx splendens)
- Богомол пятнистокрылый (Iris polystictica)
- Эмпуза перистоусая (Empusa pennicornis)
- Жужелица решетчатая (Garabus cancellatus)
- Жужелица золотоямчатая (Garabus clathratus)
- Восковик девятиточечный (Gnorimus octopunctatus)
- Усач-неполнокрыл большой (Necydalis major)
- Сколия степная (Scolia hirta)
- Шмель лезус (Bombus laesus)
- Шмель глинистый (Bombus argillaceus)
- Ксилокопа фиолетовая (Xylocopa violaceae)
- Лиометопум европейский (Liometopum microcephalum)
- Голубянка эвфем (Maculinea telejus)
- Голубянка Ребеля (Maculinea rebeli)
- Бархатница персефона (Chazara persephone)
- Пестрянка черноточечная (Zygaena laeta)

## Позвоночные животные (Vertebrata)

### Круглоротые (Cyclostomata)
Два вида: каспийская минога (Caspiomyzon wagneri Kessler, 1870) и украинская минога (Eudontomyzon mariae Berg, 1931) занесены в Красную книгу Волгоградской области.

### Костные рыбы (Osteichthyes)
Богата и разнообразна ихтиофауна водоёмов, в составе которой насчитывается 78 видов, принадлежащих 15 отрядам, среди которых наибольшим видовым разнообразием отличаются карпообразные. В водоёмах Донского бассейна встречаются такие виды рыб как донская стерлядь, чехонь, рыбец, синец; в бассейне Волги — русский осетр, белуга, стерлядь, севрюга, сельдь волжская, белорыбица. Наиболее распространённые виды — черноморско-каспийская тюлька (самая многочисленная рыба в Волгоградской области), уклейка, густера, серебряный карась, бычок-песочник, лещ, речной окунь и горчак. В составе ихтиофауны области есть ряд видов, акклиматизированных и вселившихся по ирригационным каналам из других бассейнов (белый амур, пестрый и белый толстолобики, большеротый буффало и др.).
Десять видов занесены в Красную книгу Волгоградской области.
Четырнадцать видов являются объектами мониторинга на территории области:
- Черноморско-азовская проходная сельдь (Alosa pontica)
- Волжский подуст (Chondrostoma variabile)
- Белоглазка (Abramis sapa)
- Елец Данилевского (Leuciscus danilewskii)
- Рыбец (Vimba vimba)
- Белоперый пескарь (Romanogobio albipinnatus)
- Сибирская щиповка (Cobitis melanoleuca)
- Вьюн (Misgumus fossllis)
- Переднеазиатская (золотистая) щиповка (Sabanejewia aurata)
- Усатый голец (Barbatula barbatula)
- Девятииглая колюшка (Pungitius pungitius)
- Берш, волжский судак (Stizostedion volgense)
- Ёрш донской (Gymnocephalus acerinus)
- Стерлядь (Acipenser ruthenus)-волжская популяция

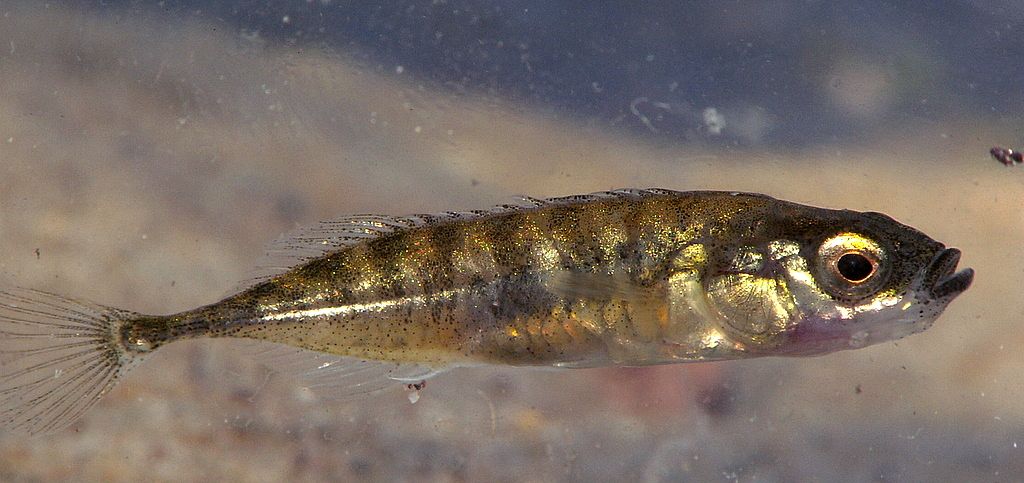
Девятииглая колюшка
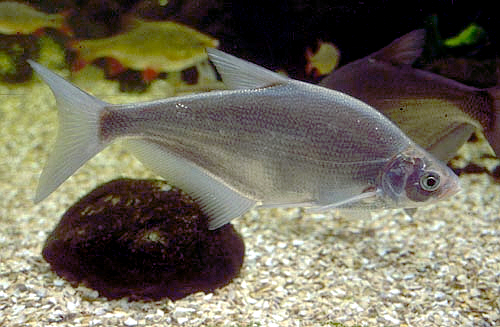
Синец
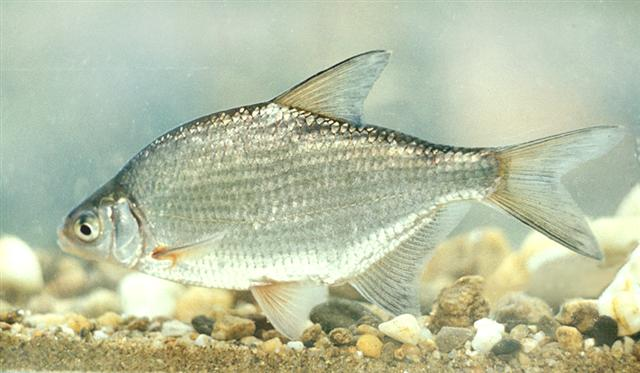
Густера
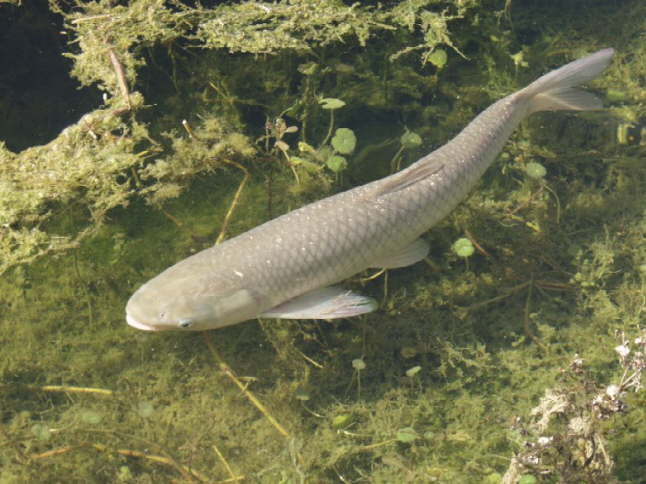
Белый амур

### Земноводные (Amphibia)
Земноводные представлены 8 видами наиболее обычные из которых — озёрная лягушка (Pelophylax ridibundus) и зелёная жаба (Pseudepidalea viridis). На севере области можно встретить редких у нас[где?] остромордую (Rana arvalis) и прудовую (Pelophylax lessonae) лягушек, а также обыкновенную жабу (Bufo bufo). Немногочисленны в регионе краснобрюхие жерлянки (Bombina bombina), обыкновенные чесночницы (Pelobates fuscus) и тритоны (Triturus vulgaris).

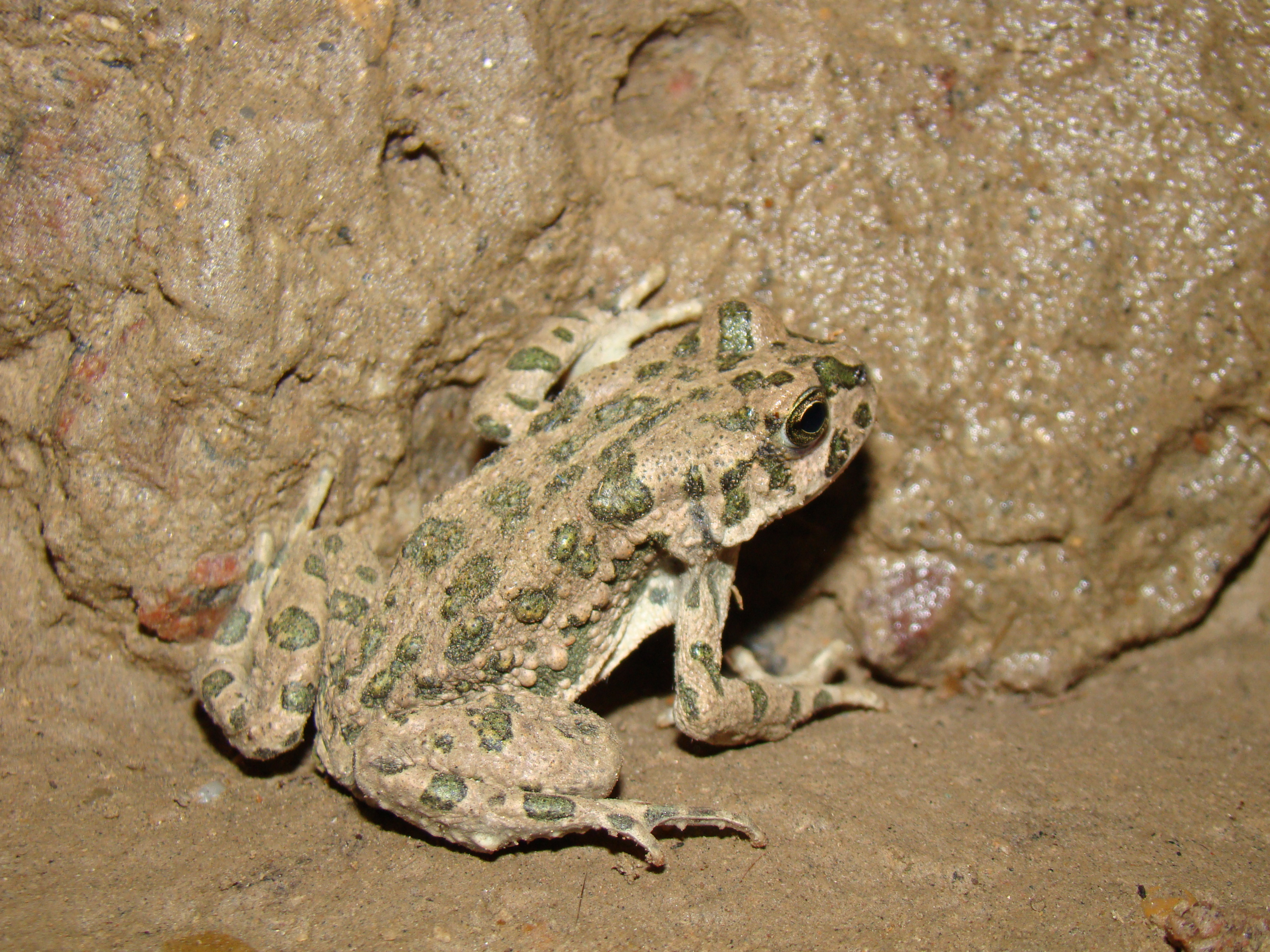
Зелёная жаба
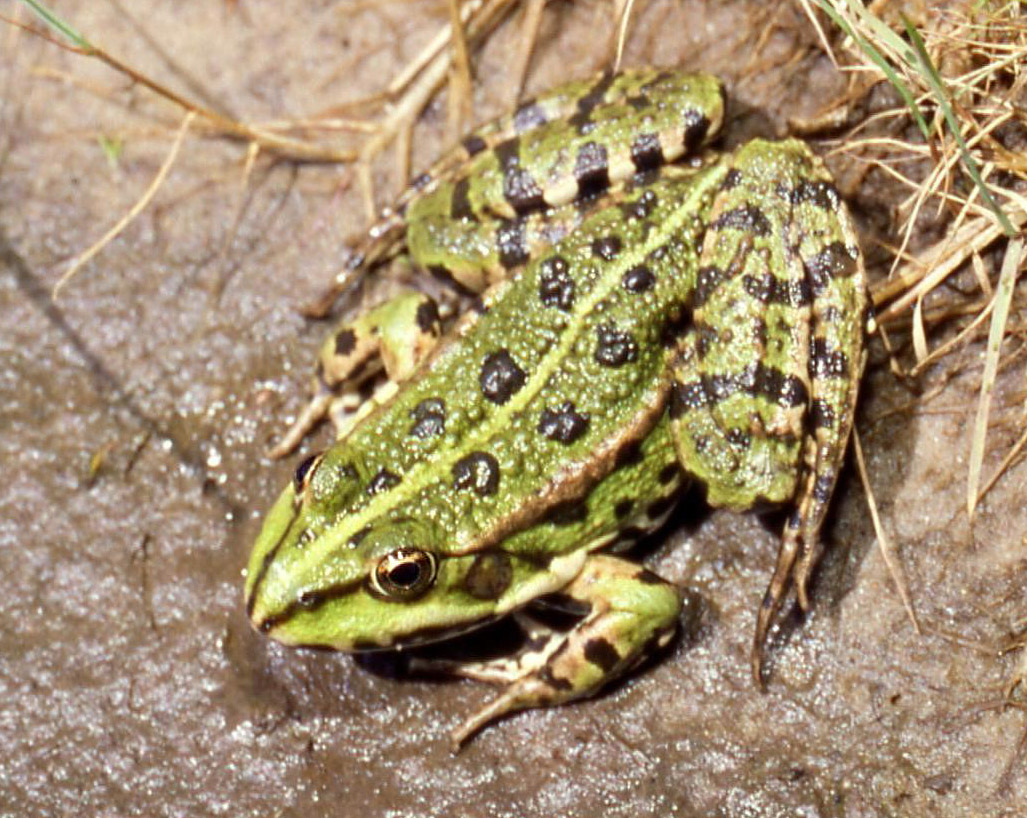
Озёрная лягушка

### Пресмыкающиеся (Reptilia)

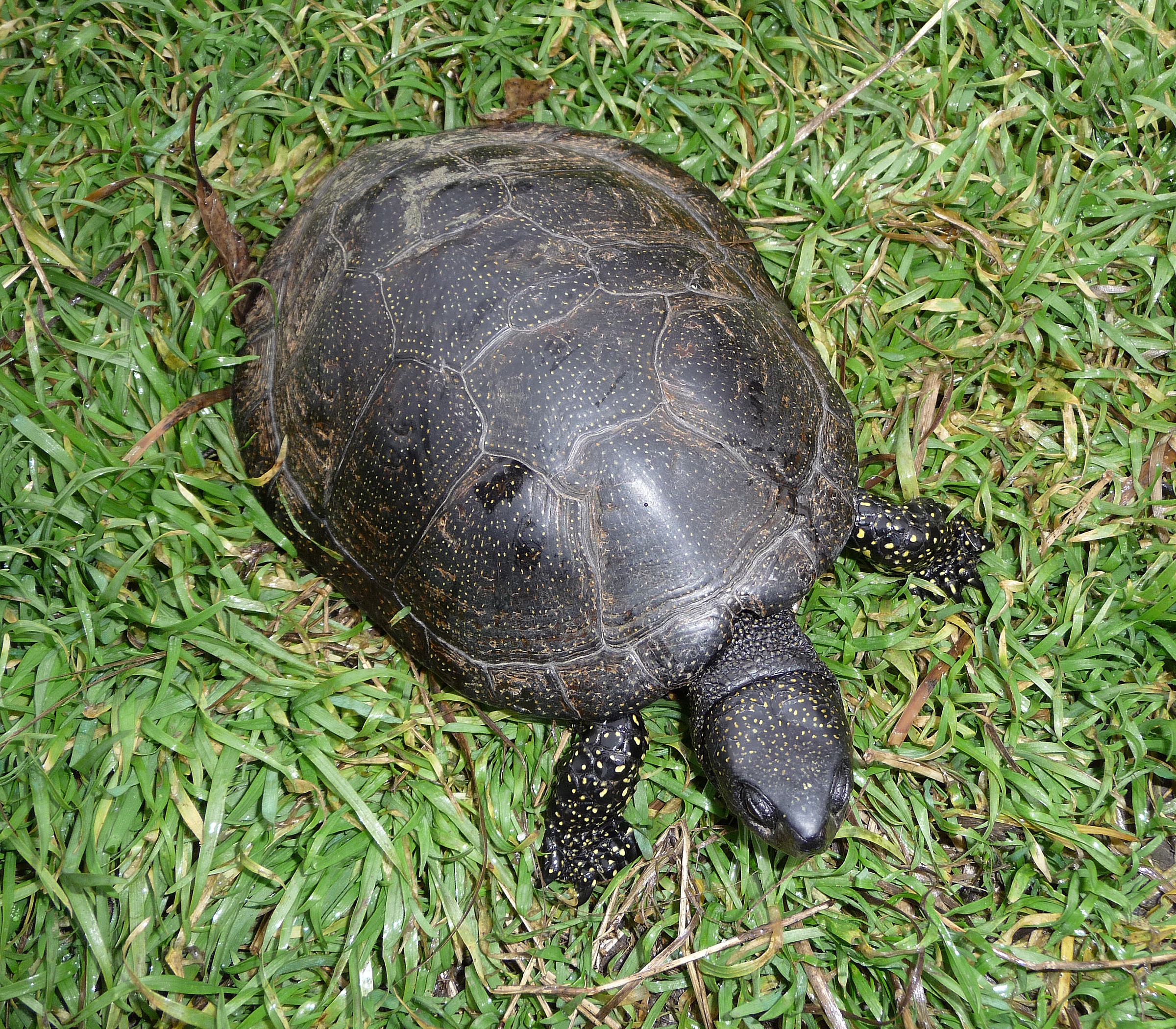
Болотная черепаха

Пресмыкающиеся по данным 2012 года представлены 11 видами.
Наиболее обычные виды — прыткая ящерица и разноцветная ящурка, обыкновенный и водяной ужи, болотная черепаха. Реже обнаруживаются узорчатый полоз, круглоголовка-вертихвостка, степная гадюка и гадюка Никольского. Такие виды, как желтобрюхий полоз и обыкновенная медянка, крайне редки, их доля в общей численности рептилий составляет 0,6 и 0,2 % соответственно. В Волгоградской области встречаются всего две ядовитые змеи (степная гадюка и гадюка Никольского). Безобидных для человека водяных ужей и узорчатых полозов часто принимают за гадюк. Четыре вида занесены в Красную книгу Волгоградской области.
В середине XX века были случаи встречи на юге и юго-востоке области, на песчаных и суглинистых участках, с песчаным удавчиком и степной черепахой.

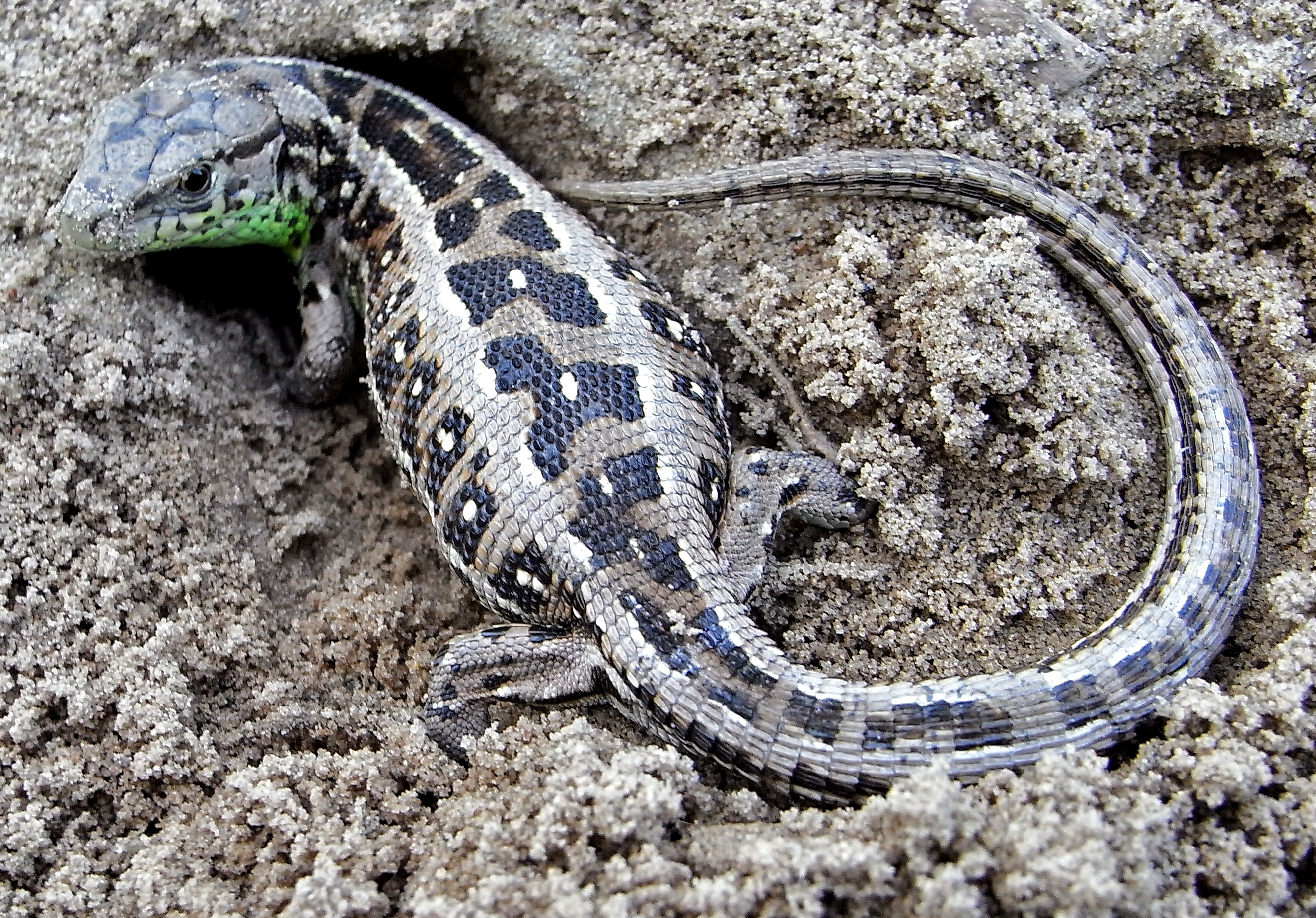
Прыткая ящерица
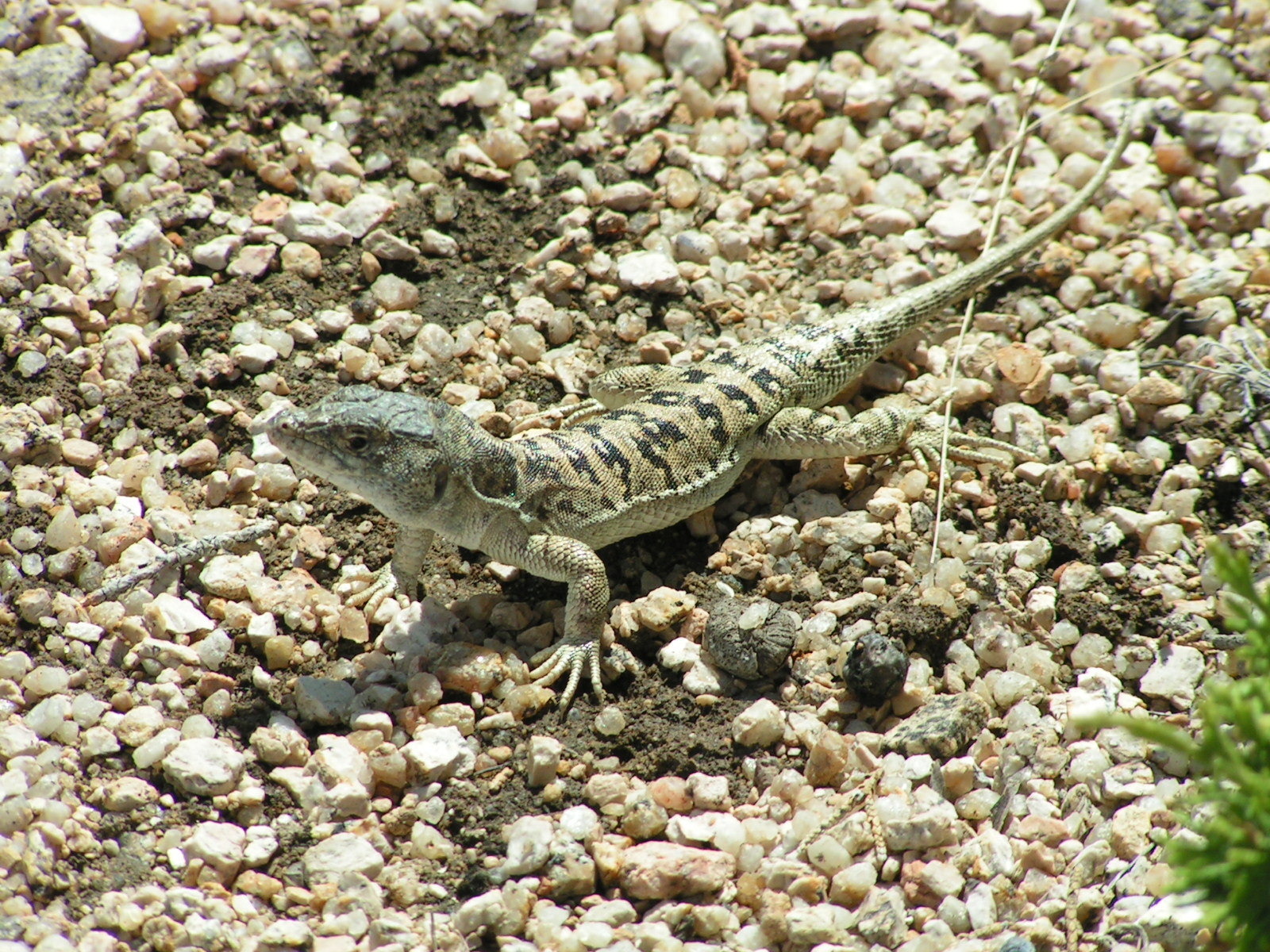
Разноцветная ящурка
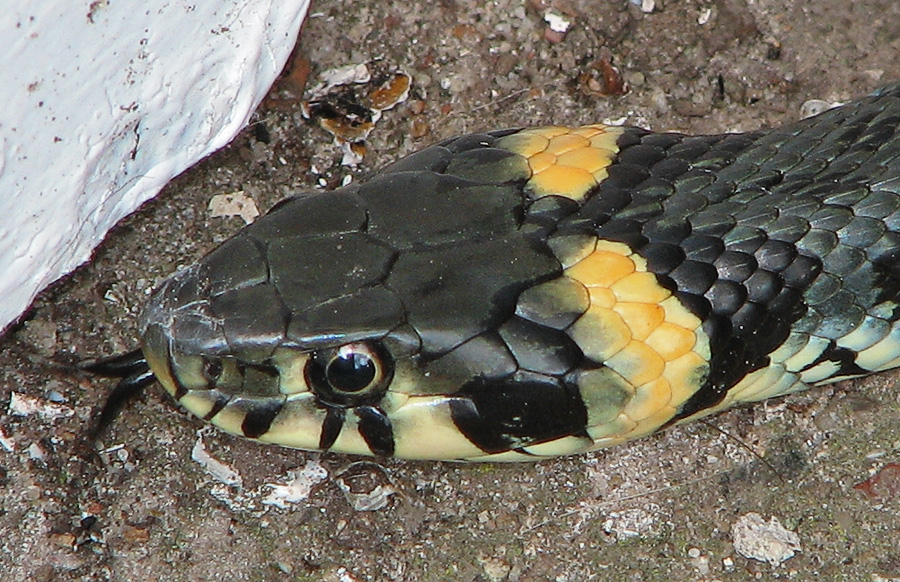
Обыкновенный уж
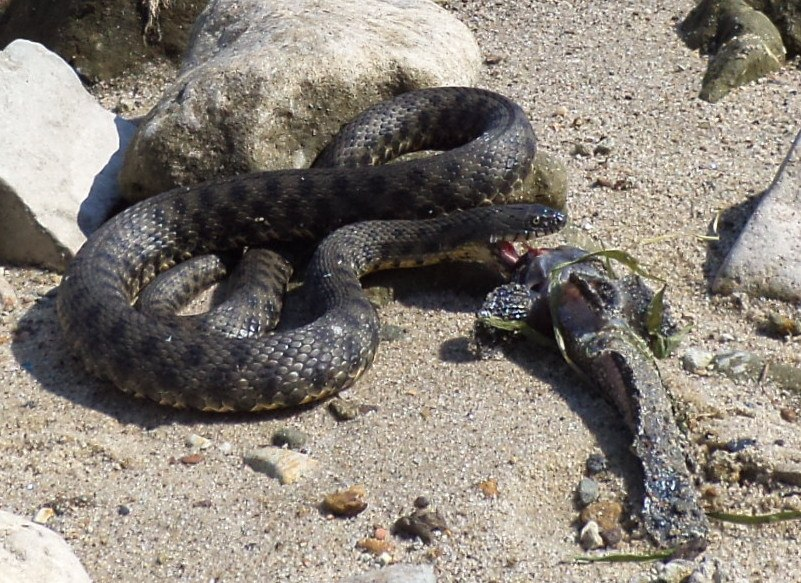
Водяной уж

### Птицы (Aves)
Список птиц Волгоградской области включает около 299 видов. Большая часть орнитофауны представлена воробьинообразными и ржанкообразными. Гнездование на территории региона доказано для 204 видов и возможно для 23.
В Красную книгу Волгоградской области занесено 54 вида.
Некоторые виды являются объектами мониторинга на территории области:
- Чернозобая гагара — Gavia arctica
- Малая белая цапля — Egretta garzetta
- Гоголь обыкновенный — Bucephala clangula
- Огарь — Tadorna ferruginea
- Полевой лунь — Circus cyaneus
- Малый подорлик — Aquila pomarina
- Перепел — Coturnix cotumix
- Коростель — Crex crex
- Поручейник — Tringa stagnatilis
- Дупель — Gallinago media
- Морской голубок — Larus genei
- Чайконосая крачка — Gelochelidon nilotica
- Клинтух — Columba oenas
- Домовый сыч — Athene noctua
- Неясыть серая — Strix aluco
- Белоспинный дятел — Dendrocopus leucotos
- Белокрылый жаворонок — Melanocorypha leucoptera
- Черноголовая овсянка — Emberiza melanocephala
- Желчная овсянка — Emberiza bruniceps

### Млекопитающие (Mammalia)
Список млекопитающих Волгоградской области включает 68 — 80 видов, большая часть которых принадлежит отряду грызунов.
В регионе можно встретить около 7 видов рукокрылых, более 10 видов из отряда хищных, два вида ежеобразных, около 6 видов парнокопытных.
Самое большое млекопитающее региона — лось, самое маленькое — мышь-малютка.

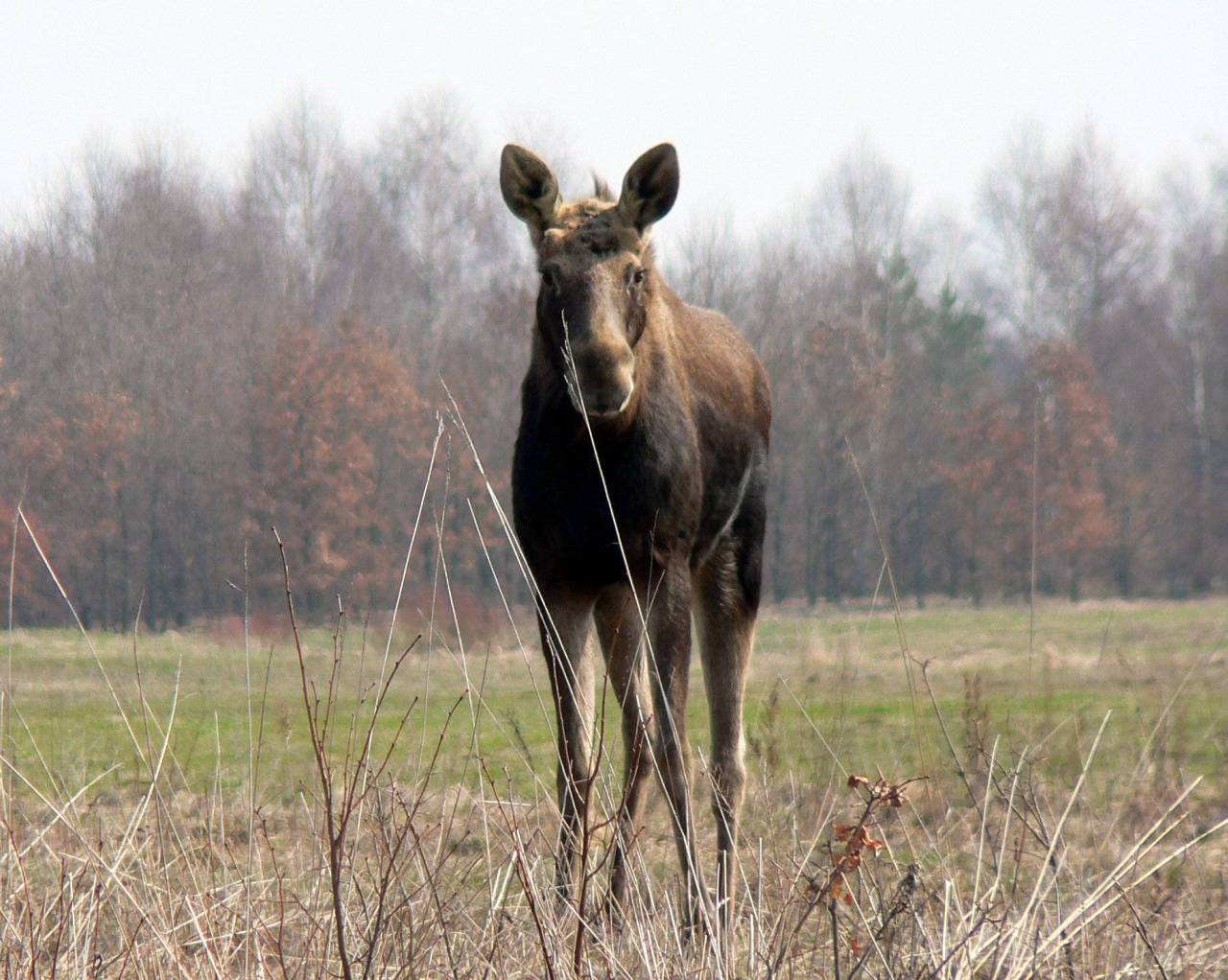
Лось
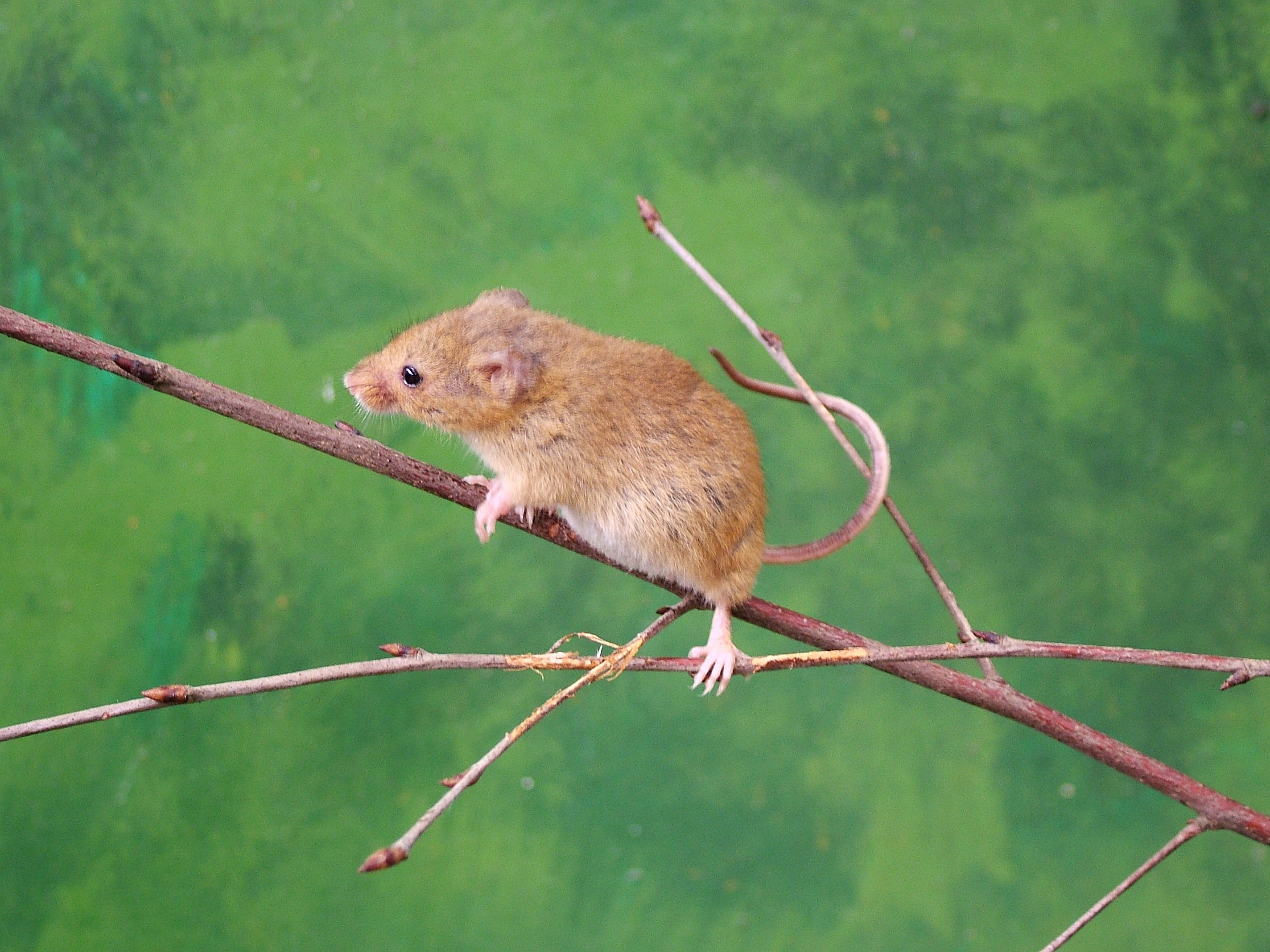
Мышь-малютка
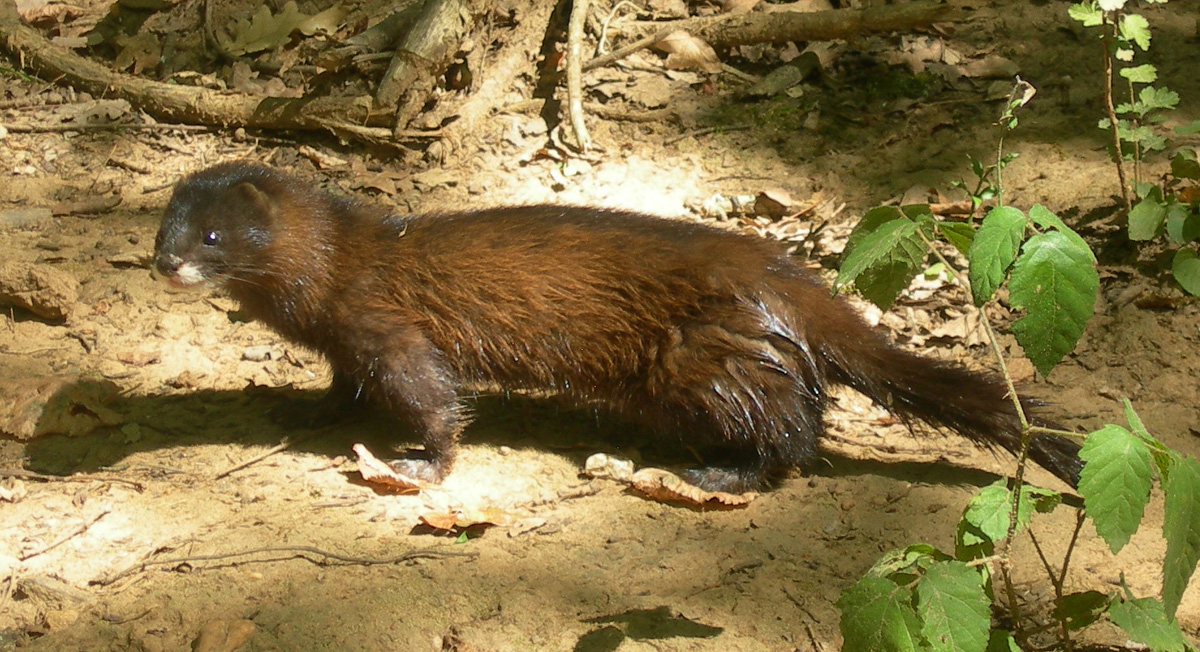
Норка европейская

Некоторые виды являются объектами мониторинга на территории области:
- Обыкновенная кутора (Neomys fodiens)
- Пищуха малая (Ochotona pusilla)
- Байбак (Marmota bobak)
- Суслик жёлтый (Cpermophilus fulvus)
- Соня-полчок (Myoxus glis)
- Тушканчик большой (Allactaga major)
- Пеструшка степная (Lagurus lagurus)
- Норка европейская (Mustela lutreola)

Четыре вида млекопитающих занесены в Красную книгу Волгоградской области.

## Взаимоотношения с человеком

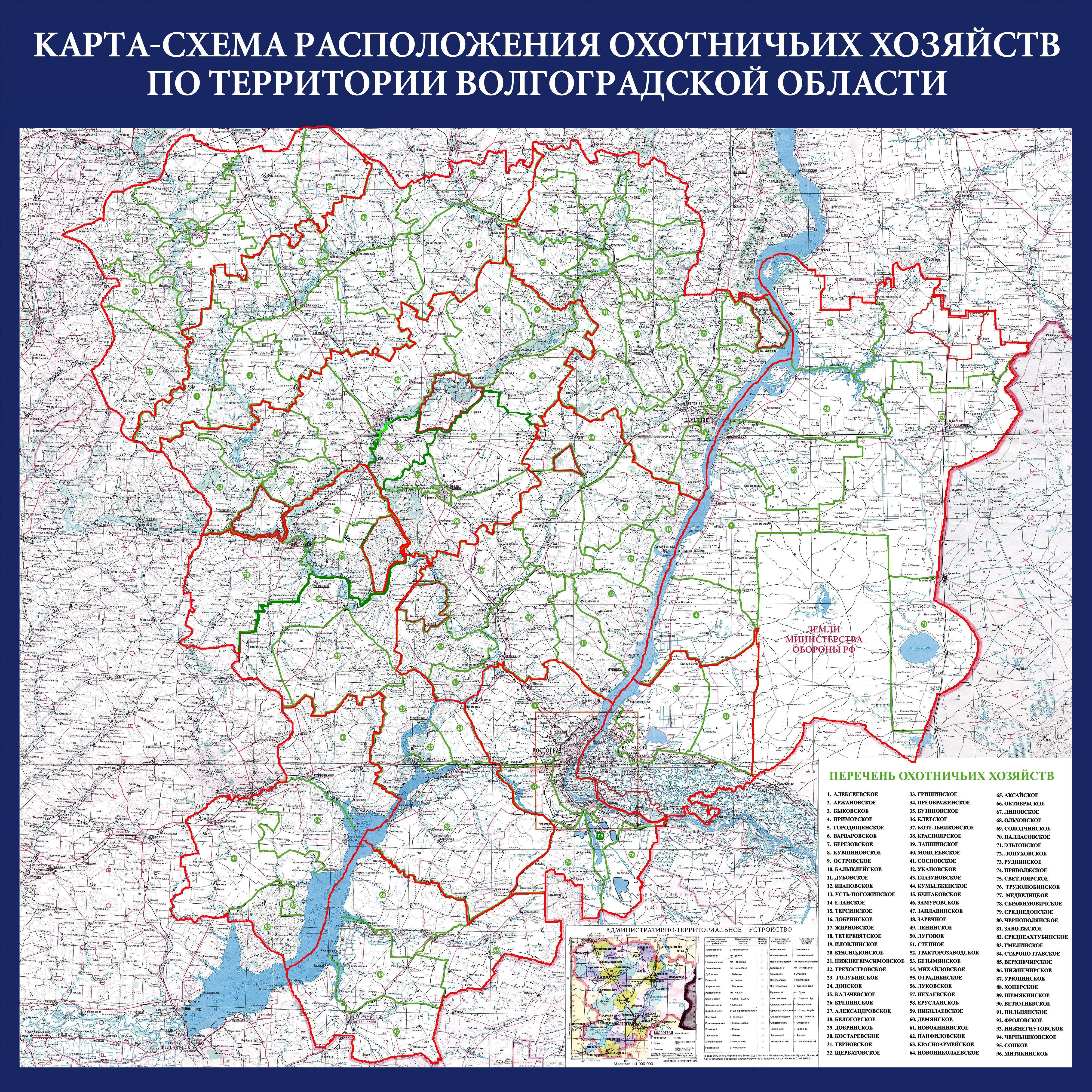
Охотничьи хозяйства занимают значительную часть территории области.

Человек разумный (Homo sapiens) — единственный представитель отряда приматов на территории региона, экосистемы которого подверглись значительной трансформации в результате его деятельности. Взаимоотношения человека с другими животными часто протекают в русле антропоцентризма или видовой дискриминации.

### Красная книга
Красная книга Волгоградской области учреждена постановлением Главы Администрации Волгоградской области от 13 октября 2004 года.

### Особо охраняемые территории
Площадь ООПТ на территории региона составляет менее 10 % в то время как территории охотничьих угодий занимают 83 % всей территории области.

### Охота
Численность охотничьих животных.
| №  | Иллюстрация | Вид                 | 2008  | 2009  | 2010  | 2011  | 2012  |
| -- | ----------- | ------------------- | ----- | ----- | ----- | ----- | ----- |
| 1  |             | Лось                | 859   | 1162  | 1309  | 1443  | 1550  |
| 2  |             | Олень благородный   | 153   | 160   | 225   | 261   | 302   |
| 3  |             | Косуля              | 3016  | 3836  | 4494  | 4859  | 5753  |
| 4  |             | Кабан               | 3502  | 5088  | 3982  | 4027  | 3532  |
| 5  |             | Куница              | 3910  | 4418  | 4483  | 4451  | 4720  |
| 6  |             | Заяц-русак          | 56682 | 72333 | 72556 | 69991 | 74600 |
| 7  |             | Волк                | 268   | 230   | 176   |       | 157   |
| 8  |             | Обыкновенная лисица | 23791 | 27150 | 27996 | 23382 | 25150 |
| 9  |             | Корсак              | 2572  | 1456  | 2695  | 487   | 875   |
| 10 |             | Хорь                | 3643  | 1908  | 2229  | 2140  | 2055  |
| 11 |             | Серая куропатка     | 32294 | 51226 | 63163 |       |       |
| 12 |             | Фазан               | 2736  | 4028  | 4409  |       |       |

| № | Иллюстрация | Вид    | 2007 | 2008 | 2009  | 2010  | 2011 | 2012  |
| - | ----------- | ------ | ---- | ---- | ----- | ----- | ---- | ----- |
| 1 |             | Байбак |      | 8493 | 12475 | 14966 |      | 18900 |

| №  | Иллюстрация | Вид                  | 2007 | 2008   | 2009   | 2010   | 2011 |
| -- | ----------- | -------------------- | ---- | ------ | ------ | ------ | ---- |
| 1  |             | Серый гусь           |      | 3789   | 4317   | 4833   |      |
| 2  |             | Огарь                |      | 11497  | 17911  | 18179  |      |
| 3  |             | Пеганка              |      | 8061   | 7716   | 6162   |      |
| 4  |             | Кряква               |      | 107881 | 92245  | 94855  |      |
| 5  |             | Чирки                |      | 71071  | 72022  | 71154  |      |
| 6  |             | Прочие речные утки   |      | 21873  | 22524  | 23862  |      |
| 7  |             | Красноголовый нырок  |      | 22090  | 21290  | 21914  |      |
| 8  |             | Прочие нырковые утки |      | 18884  | 20763  | 20464  |      |
| 9  |             | Лысуха               |      | 125835 | 102169 | 107437 |      |
| 10 |             | Перепел              |      | 221461 | 132394 | 110911 |      |
| 11 |             | Голуби               |      | 121668 | 11214  | 130026 |      |
| 11 |             | Болотная дичь        |      | 56319  | 49038  | 55277  |      |

| № | Иллюстрация | Вид                | 2007 | 2008  | 2009  | 2010  | 2011  | 2012  |
| - | ----------- | ------------------ | ---- | ----- | ----- | ----- | ----- | ----- |
| 1 |             | Бобр               |      | 6184  | 7231  | 7105  | 7000  | 7180  |
| 2 |             | Ондатра            |      | 41977 | 31914 | 27674 | 22700 | 20500 |
| 3 |             | Водяная полёвка    |      | -     | -     | 3598  | 5200  | 6426  |
| 4 |             | Выдра              |      | 57    | 127   | 196   | 300   | 293   |
| 5 |             | Норка              |      | 5082  | 6223  | 5234  | 4400  | 4146  |
| 6 |             | Енотовидная собака |      | 2344  | 2238  | 2587  | 3200  | 2784  |
| 7 |             | Барсук             |      | 4040  | 38    | 4449  | 4600  | 4741  |

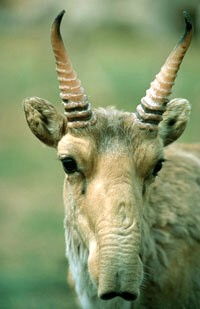
Сайгак, несколько десятилетий назад, был обычным животным в регионе.
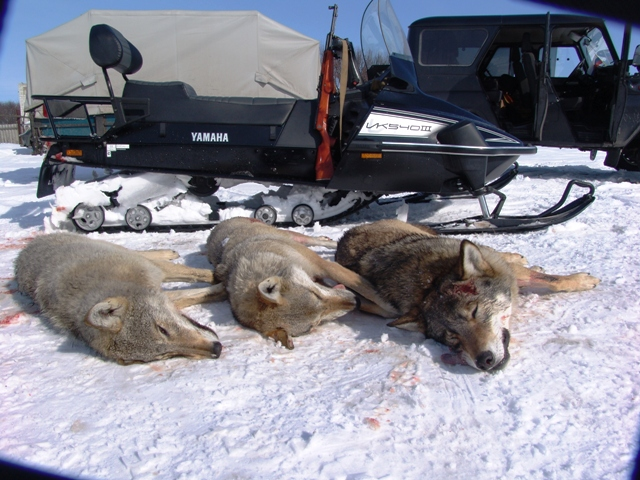
Конкуренты человека.

### Общие болезни
Бешенство
До 2005 года больные дикие животные были представлены почти исключительно лисами. После 2005 года регистрируется вовлечение в эпизоотический процесс крыс, хорьков, куниц, енотовидных собак, барсуков, ласок и корсаков.
| Год  | Число случаев укусов домашними животными | Число случаев укусов дикими животными | Число случаев заболеваний бешенством среди людей |
| 2008 | 9305                                     | 181                                   | —                                                |
| 2009 | 8402                                     | 164                                   | 1                                                |
| 2010 | 7891                                     | 125                                   | —                                                |
| 2011 | 7573                                     | 114                                   | —                                                |

В 2011 году зарегистрировано 55 случаев лабораторно подтверждённого бешенства у животных. Из них у домашних — 32 случая (12 — собаки, 20 — кошки), крупного рогатого скота — 11, безнадзорных животных — 7 (6 кошек, 1 собака), лис — 5.
Лихорадка Западного Нила
Природный очаг занимает всю территорию области. ЛЗН болеют птицы, гызуны, люди и некоторые другие млекопитающие. Человеку возбудитель передаётся через посредничество комаров (в основном рода Culex получивших вирус с кровью птиц. Период активности комаров рода Culex приходится на июль — сентябрь с максимумом численности с 20 июля по 20 августа. Механизмы циркуляции вируса: птица-комар-птица, птица-клещ-птица, птица-комар-млекопитающее. Наибольшее эпидемиологическое значение имеют орнитофильные комары Culex pipiens и Aedes vexans.
Крымская геморрагическая лихорадка
Основным переносчиком вируса являются клещи Hyalomma marginatum ареал которых по данным отчёта Роспотребнадзора за 2011 год занимает г. Волжский и 13 районов: Иловлинский, Калачёвский, Клетский, Котельниковский, Октябрьский, Светлоярский, Серафимовичский, Суровикинский, Чернышковский, Городищенский, Палласовский, Среднеахтубинский, Ленинский.
Туляремия
Согласно отчёту Роспотребнадзора за 2011 год на территории 33 муниципальных районов
сформировались стойкие природные очаги туляремии, в 26 муниципальных районах и в
городе Волжском регистрируются активные очаги инфекции. Максимальная численность грызунов отмечена в пойменных лесах северных районов области. В видовом отношении в открытых стациях на большей части региона доминирует лесная мышь.